# Ортис, Ана
А́на О́ртис (англ. Ana Ortiz; 25 января 1971, Манхэттен, Нью-Йорк, США) — американская актриса, наиболее известная по ролям Хильды Суарес в комедийном сериале «Дурнушка» (2006—2010) и Марисоль Суарес в комедийно-драматическом сериале «Коварные горничные» (2013-2016).

## Биография
Ана Ортис родилась 25 января 1971 года в Нью-Йорке в семье Анхеля Л. Ортиса, бывшего члена филадельфийского городского совета, и его супруги. В течение восьми лет Ортис занималась балетом и мечтала стать балериной. Позже она серьёзно занималась пением.
Ортис дебютировала в фильме 1995 года «Экстремальная ситуация», а позже появилась в нескольких телешоу, таких как «Все любят Рэймонда», «Полиция Нью-Йорка» и «Скорая помощь». Первая её основная роль была в недолго просуществовавшем ситкоме 2001 года «Кристин», где она играла роль лучшей подруги героини Кристин Ченовет. Также она снялась в ещё одном недолгом ситкоме, после чего имела второстепенную роль в сериале «Юристы Бостона».
В 2006 году Ана Ортис получила роль Ильды Суарес, старшей сестры главной героини в сериале «Дурнушка», за которую получила премии Imagen Awards и ALMA (2007). Шоу завершилось в 2010 году, после четырёх сезонов, и Ортис вскоре вернулась на телевидение с ролью в третьем сезоне сериала «Жеребец».
В 2012 году Ортис была приглашена на главную роль в сериал «Коварные горничные», где играет женщину под прикрытием горничной. Шоу стартовало в июне 2013 года на канале Lifetime.

## Личная жизнь
С 9 июня 2007 года Ортис замужем за музыкантом Ноа Лебензоном. У них есть двое детей — дочь Палома Луиз Лебензон (27.06.09) и сын Рафаэль Лебензон (24.09.11).

## Фильмография
| Год         | Название на русском           | Название на английском                   | Роль                                     | Примечания |
| ----------- | ----------------------------- | ---------------------------------------- | ---------------------------------------- | --- |
| 1995        | Экстремальная ситуация        | Condition Red                            | заключенная                              | |
| 1999        | Доктор Куин, женщина-врач     | Dr. Quinn Medicine Woman: The Movie      | беременная женщина                       | Телефильм |
| 2001        | Кристин                       | Kristin                                  | Санта Клементе                           | Регулярная роль, 12 эпизодов |
| 2003        | Санта из Майами               | Mr. St. Nick                             | Лорена                                   | Телефильм |
| 2003        | Жизнь на Пароле               | Life on Parole                           | Лорена                                   | Телефильм |
| 2003        |                               | A.U.S.A.                                 | Ана Риверия                              | Регулярная роль, 8 эпизодов |
| 2003        | Каролина                      | Carolina                                 | ассистент                                | |
| 2005        | Там                           | Over There                               | Анна                                     | 7 эпизодов |
| 2006        | Юристы Бостона                | Boston Legal                             | помощник окружного прокурора Холли Рейнс | 4 эпизода |
| 2008        | Бэтмен: Рыцарь Готэма         | Batman: Gotham Knight                    | Анна Рамирес                             | |
| 2008        | Пропала маленькая девочка     | Little Girl Lost: The Delimar Vera Story | Валерия Вальеха                          | Телефильм Номинация — Imagen Award за лучшую женскую роль второго плана в мини-сериале или фильме |
| 2009        | Временно беременна            | Labor Pains                              | Донна                                    | |
| 2006-2010   | Дурнушка                      | Ugly Betty                               | Хильда Суарес                            | Регулярная роль, 85 эпизодов ALMA Award за лучшую женскую роль второго плана в комедийном сериале (2007) Imagen Award за лучшую женскую роль второго плана в комедийном сериале (2007) Номинация — Премия Гильдии киноактёров США за лучший актёрский состав в комедийном сериале (2007—2008) Номинация — Image Award за лучшую женскую роль второго плана в комедийном сериале (2010) Номинация —ALMA Award за лучшую женскую роль в комедийном сериале (2009) Номинация — Imagen Award за лучшую женскую роль второго плана в комедийном сериале (2008—2009) |
| 2011        | Большие мамочки: Сын как отец | Big Mommas: Like Father, Like Son        | Гейл Флэтчер                             | |
| 2011        | Жеребец                       | '                                        | Лидия                                    | 4 эпизода |
| 2012        | Ноев ковчег: Новое начало     | Noah                                     | озвучивание                              | |
| 2013 — 2016 | Коварные горничные            | Devious Maids                            | Марисоль Суарес                          | Регулярная роль |
| 2013        | Сон с Фишами                  | Sleeping with the Fishes                 | Кайла Фиш                                | |
| 2013        | Такие хорошие люди            | Such Good People                         | детектив Диана Кершман                   | |
| 2014        | Месть                         | Revenge                                  | Биззи Престон                            | Эпизод: «Resurgence» |
| 2018        | Ральф против интернета        | Ralph Breaks the Internet                | озвучивание                              | |
| 2019        | Виски Кавалер                 | Whiskey Cavalier                         | Сьюзан Сэмпсон                           | |